# Pomacanchi
Pomacanchi es una localidad peruana ubicada en la región Cusco, provincia de Acomayo, distrito de Pomacanchi. Es asimismo capital del distrito de Pomacanchi. Se encuentra a una altitud de 3693 m s. n. m. Tiene una población de 3092 habitantes en 1993.

## Clima
| Parámetros climáticos promedio de Pomacanchi | Parámetros climáticos promedio de Pomacanchi | Parámetros climáticos promedio de Pomacanchi | Parámetros climáticos promedio de Pomacanchi | Parámetros climáticos promedio de Pomacanchi | Parámetros climáticos promedio de Pomacanchi | Parámetros climáticos promedio de Pomacanchi | Parámetros climáticos promedio de Pomacanchi | Parámetros climáticos promedio de Pomacanchi | Parámetros climáticos promedio de Pomacanchi | Parámetros climáticos promedio de Pomacanchi | Parámetros climáticos promedio de Pomacanchi | Parámetros climáticos promedio de Pomacanchi | Parámetros climáticos promedio de Pomacanchi |
| Mes                                          | Ene.                                         | Feb.                                         | Mar.                                         | Abr.                                         | May.                                         | Jun.                                         | Jul.                                         | Ago.                                         | Sep.                                         | Oct.                                         | Nov.                                         | Dic.                                         | Anual                                        |
| -------------------------------------------- | -------------------------------------------- | -------------------------------------------- | -------------------------------------------- | -------------------------------------------- | -------------------------------------------- | -------------------------------------------- | -------------------------------------------- | -------------------------------------------- | -------------------------------------------- | -------------------------------------------- | -------------------------------------------- | -------------------------------------------- | -------------------------------------------- |
| Temp. media (°C)                             | 10.4                                         | 10.3                                         | 10.2                                         | 9.5                                          | 7.9                                          | 6.1                                          | 5.8                                          | 6.9                                          | 9                                            | 10.1                                         | 10.2                                         | 10.5                                         | 8.9                                          |
| Fuente: climate-data.org                     |                                              |                                              |                                              |                                              |                                              |                                              |                                              |                                              |                                              |                                              |                                              |                                              |                                              |